# Ansteckende Schweinelähmung
Die Ansteckende Schweinelähmung ist eine virale Tierseuche bei Haus- und Wildschweinen. Erreger sind Viren aus der Gattung Teschovirus, Familie Picornaviridae. Die Erkrankung wurde auch als Teschener Krankheit, Porzine Enterovirus-Enzephalomyelitis oder Poliomyelitis suum bezeichnet.
Die Krankheit wurde erstmals 1929 von den tschechischen Tierärzten Trefny und Klobouk in Český Těšín (dt. Teschen) beschrieben. Sie verbreitete sich in den 1950er Jahren in Mittel- und Osteuropa, danach in Nordamerika, Asien und Teilen von Afrika. In Deutschland wurde die hier so genannte Teschener Krankheit zuletzt 2007 diagnostiziert.
Die Krankheit zeigt sich in ausgeprägten, in der Nachhand einsetzenden Lähmungen und ist zu 20 bis 100 % tödlich. Subakute Formen („Talfan disease“) mit geringer Sterblichkeit sind häufig.
Die Teschener Krankheit gehört seit dem 19. Juli 2011 nicht mehr zu den anzeigepflichtigen Tierseuchen.